# 淀ちゃん
淀ちゃん（よどちゃん）は、2023年（令和5年）1月9日に大阪湾の淀川河口で発見されたマッコウクジラである。
4日後の1月13日に死亡が確認され、死骸は大阪港湾局により紀伊水道沖へ運ばれ海底に沈められた。

## 経緯

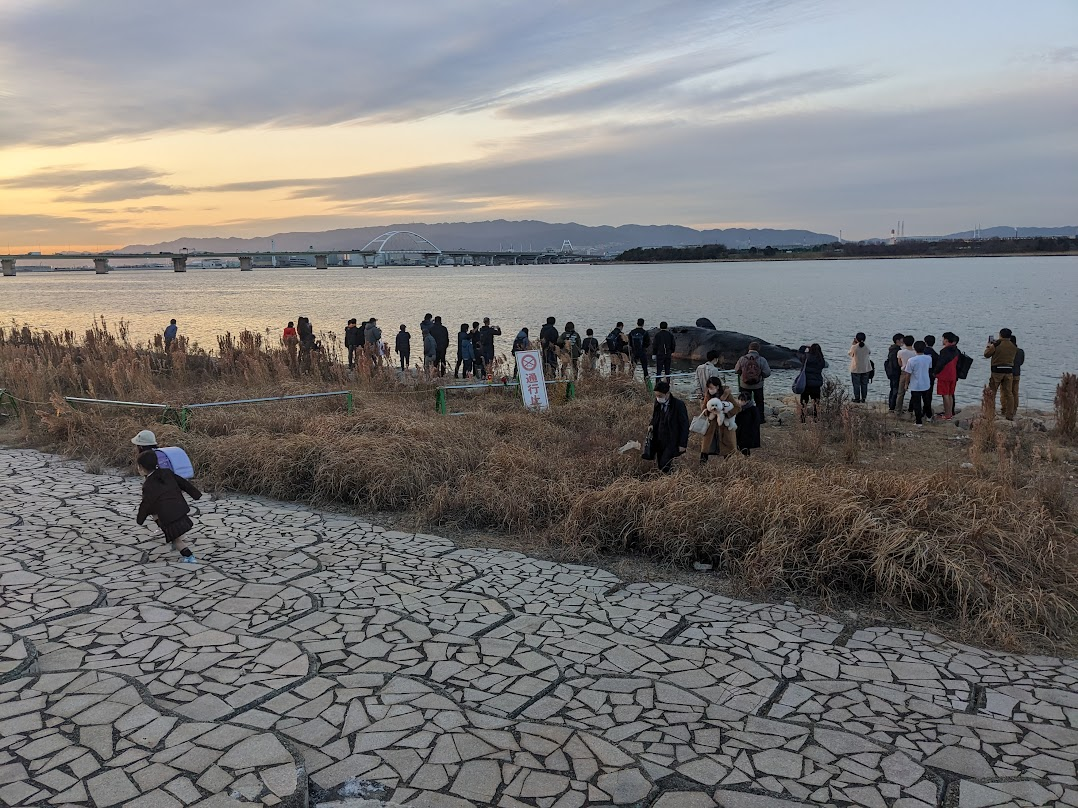
「淀ちゃん」の死骸を眺める人々。

2023年1月9日午前、1頭のクジラが淀川の河口、中島パーキングエリア付近に迷い込んでいるのを、トラック運転手が見つけ、第五管区海上保安本部に通報した。体長は当初約8メートルと推定されていたが、実際には体長14.69メートル、体重38トンほどのオスのマッコウクジラであった。
このマッコウクジラは「淀ちゃん / よどちゃん」との愛称が付けられ、その姿を見に来る人が相次いだ。迷い込んだ当初は、同じ場所に留まってはいるものの、潮を吹いたりする様子だったが、11日の夕方以降は動作が確認できないようになっていた。そして13日午前に、大阪市役所の職員と海遊館の専門家がクジラを調査し、死亡を確認した。

## 死骸の処理
クジラの死骸は放置すると、体内でガスが発生し爆発する恐れがあり、また周囲に悪臭が放たれるといった環境への影響も考えられる。そこで、以下のような死骸の処理方法が検討されている。
1. 焼却（今回のような大きな個体では困難[4]）
2. 土中への埋設
3. 海洋投棄

このほか、骨格標本として活用する方法もある。その場合は、死骸を埋設して肉が分解されるのを待ち、骨のみを取り出す。しかし、今回は引き取りの申し出がなかったといい、大阪市が海に沈めることを決定した。大阪市長の松井一郎は、この決定について「海から来たので、海に返してあげたい」と述べた。
死後、死骸は東に流されており、17日時点で淀川の岸に漂着していた。18日、死骸は作業船に乗せられ、体内に溜まっていたガスを抜く作業が行われた。ガス抜きの後には学術調査も行われ、歯や皮膚、胃の中のイカのくちばしなどが採取された。この時、遺骸の切開箇所は腐敗ガスの充満する腹部のみに限定するよう大阪港湾局から依頼があったという。そして19日、別の船に曳航される形で淀川河口付近から出港し、紀伊水道に沈められた。死骸に約30トンの重しを付け、作業船の船底を開いて海に落とすという方法が取られた。大阪港湾局によると、淀ちゃんの死骸処分までに要した費用は合計で8019万円としていたが、この金額は当初大阪市が試算していた額の2倍以上で港湾局が松井などには相談せずに業者側が要求した言い値をほぼ受け入れていたこと、市の担当者と業者が個人的に親密な関係であったことが後日読売新聞による情報公開請求で判明したため、問題になった。
1月20日、大阪市立自然史博物館は淀ちゃんの標本化について大阪市博物館機構を介して大阪市の関係部局に申請していた旨を明かし、遺骸を巡っての経緯を発表した。後日、松井は引き取り希望が無かったという先述の説明を撤回し、同館から骨格標本作成の申し出があったことを明かした。博物館に対応しなかった根拠として、松井は標本作成の工程や手段が博物館側から開示されなかったことを挙げた。大阪市の担当部署はクジラの腐敗が進行していること、および博物館側の申し出が埋設処分という条件に依存していたことを根拠とし、標本作成の意向を松井に伝達しなかったという。

## 死因と死骸のその後
2023年1月時点での遺骸の調査には国立科学博物館も参加していた。同館の田島木綿子によれば、死因は不明ながら、大型船舶との衝突やサメによる捕食といった外傷は認められなかった。加えて田島は、成獣のマッコウクジラが餌の深追いや海流の影響で河口付近まで迷い込むことの蓋然性を低く評価し、何らかの原因で方向感覚を失った可能性があるとした。同年2月22日に同館は研究結果を発表しており、淀ちゃんの死亡時の年齢は歯の成長層から46歳と推定された。マッコウクジラの寿命は約70年であり、死因として老衰は棄却された。大阪湾に進入した理由の断定には至っていない。
海底に沈降した淀ちゃんの遺骸には、今後鯨骨生物群集が形成されると予想される。その後、骨格は長期の時間スケールを経て分解を受け、最後には砂となって海へ還るとされる。

## その他
- マッコウクジラは深海性の強い種類であるが、まれには瀬戸内海の周辺で確認されてきた[24]。しかし、2007年の3月には宇和島に迷い込んだ本種の雄を外海に誘導しようとして、漁師が1名死亡する事故が発生している[25]。
- 2024年1月12日に別個体のマッコウクジラの雄が大阪湾に迷入し、2月19日に死亡が確認された。同一個体と思われる鯨が2023年の12月に広島湾や神戸市の沿岸で確認されており、絶食状態に陥っていたと考えられている。この個体は専門家たちによって「堺さん」と呼ばれており、「淀ちゃん」とは異なり骨格標本の製作のために埋葬された[26]。
- 複数の専門家が「淀ちゃん」の迷入に際して、大阪湾に生きたままのクジラが進入するのは非常に珍しいことであるとコメントをしている[27][28]。しかし、江戸時代または明治時代までは大阪湾を含めて瀬戸内海にセミクジラやコククジラ等の大型鯨類（ヒゲクジラ類）が普遍的に回遊していた可能性も大村秀雄をふくむ人々によって指摘されており[29][30][31]、近年にもザトウクジラやニタリクジラ（カツオクジラ）やミンククジラなどが大阪湾の周辺に現れる事例も記録されてきた（瀬戸内海#大型生物も参照）[32][33][31][34]。1957年には夫婦の可能性があるシャチが周辺に居つき、駆除されたこともある[35]。とくにザトウクジラ等の個体数の回復が見られる種類は、将来的に瀬戸内海への出現の増加（復活）が見られる可能性もある[36]。
- 淀ちゃん以前に大阪湾に迷入したり座礁した大型鯨類の記録は様々であり、マッコウクジラも複数件が記録されている。それらの中で（淀ちゃん以外の）マッコウクジラやナガスクジラやザトウクジラの漂着個体の中の3体は大阪市立自然史博物館に骨格標本が展示されている[37][38]。また、1969年6月23日にホッキョククジラの幼鯨が淀川の河口で捕獲されており、世界最南端および（化石の出土以外の）国内における初の記録であった[39]。同種の国内における次の記録は、2015年6月23日前後の知床半島での若年個体の目撃である[40]。
- 瀬戸内海に現れたクジラに愛称が付けられるのは淀ちゃんが初めてではなく、前述の大阪湾に漂着してきた他のマッコウクジラとナガスクジラとザトウクジラの骨格標本にもそれぞれ愛称が付けられ[37][38]、2003年に別府湾に滞在したザトウクジラは「かんちゃん」と呼ばれていた[41]。